# Joan Fontcuberta i Gel
Joan Fontcuberta i Gel (Argentona, 19 de mayo de 1938 - Barcelona, 10 de febrero de 2018) fue un traductor y profesor universitario catalán, catedrático de traducción por la Universidad Autónoma de Barcelona (UAB).
Licenciado en filosofía y letras, en la rama de filología anglogermànica, fue catedrático de Traducción y de Interpretación de la UAB, donde enseñó varias lenguas, entre las cuales catalán para extranjeros, una especialidad sobre la cual escribió la tesis doctoral Vers una metodología del català segona llengua (1982), traducida al alemán y al inglés.
Sus primeras traducciones fueron al español, pero muy pronto pasó a traducir al catalán, principalmente gracias a la creación de Ediciones 62, editorial para la cual tradujo más de una decena de títulos.
El año 1991 recibió el premio de la Institución de las Letras Catalanas por la traducción de La mort de Virgili (Der Tod des Vergil) de Hermann Broch y en 2010 obtuvo el premio Ciutat de Barcelona por la traducción de La impaciència del cor (Ungeduld des Herzens) del austríaco Stefan Zweig.
A finales del 2018 el pleno municipal del Ayuntamiento de Argentona aprobó por unanimidad la propuesta de dar su nombre a la biblioteca municipal. El acto de nombramiento tuvo lugar el 12 de enero del 2019. El alcalde, Eudald Calvo,  manifestó la previsión de trasladar el nuevo nombre de la biblioteca al equipamiento proyectado en la zona de Can Doro para acoger la biblioteca, el archivo y la radio municipales. El 11 de enero de 2019 se inauguró la exposición "Joan Fontcuberta, todos los colores del camaleón. Arte y ética de la traducción", en la Casa Gótica de Argentona, la cual se exhibió posteriormente en la biblioteca de Humanidades de la Universidad Autónoma de Barcelona. Con motivo de esta inauguración se celebró la tabla redonda «Joan Fontcuberta i Gel: una vida dedicada a la traducción» en la Facultad de Traducción y de Interpretación de la misma universidad.
- 1998: Cent anys de traducció al català (1891-1990) (con Francesc Parcerisas y Montserrat Bacardí)
- 2008: Tots els colors del camaleó (Un assaig sobre la traducció).

## Del alemán al catalán
- 1966: La mort a Venècia de Thomas Mann
- 1966: Mario i el màgic de Thomas Mann
- 1974: La por del porter davant del penalty, de Peter Handke
- 1979: L'origen de la família, la propietat privada i l'estat de Friedrich Engels
- 1983: Quadres de viatges de Heinrich Heine
- 1984: Les aventures del Baró de Münchhausen de G.A. Bürger
- 1985: En Theo se'n va de Peter Härtling
- 1985: Herois, déus i emperadors de la mitologia romana de Kerry Usher
- 1986: Històrica de Johann Gustav Droysen
- 1986: En Ben estima l'Anna de Peter Härtling
- 1986: Cap de turc de Günter Wallraff
- 1987: Ideologia i utopia: una introducció a la sociologia del coneixement de Karl Mannheim
- 1988: L'homenet taronja de Lilo Fromm
- 1988: Hola, ninot de neu de Janosch
- 1988: Cesc Trujol busca un tresor de Irina Korschunow
- 1988: El retorn al país de les tortugues de Irina Korschunow y Mary Rahn
- 1989: Amèrica de Franz Kafka
- 1989: Transit de Anna Seghers
- 1989: La mort de Virgili de Hermann Broch
- 1990: A les altures: intent de salvació, bestieses de Thomas Bernhard
- 1992: Mals averanys de Günter Grass
- 1992: El malaguanyat de Thomas Bernhard
- 1992: El Doctor Faustus: la vida del compositor alemany Adrian Leverkühn contada per un amic de Thomas Mann
- 1992: L'avi John de Peter Härtling
- 1993: El timbal de llauna de Günter Grass
- 1993: Diaris de París i apunts caucasians: 1941-1944 de Ernst Jünger
- 1994: Els Buddenbrook: la decadència d'una família de Thomas Mann
- 1994: El darrer estiu de Ricarda Huch
- 1997: Una llarga història de Günter Grass
- 1997: La Metamorfosi i altres contes de Franz Kafka
- 1998: A la jungla de les ciutats de Bertolt Brecht
- 2000: La tieta Tilli fa teatre de Peter Härtling
- 2000: Narracions de Franz Kafka
- 2000: Els timbalers de Rainer Zimnik
- 2000: Agnes de Peter Stamm
- 2001: Els caps rodons i els caps punxeguts o als rics els agrada fer-se costat de Bertolt Brecht
- 2001: El món d'ahir: memòries d'un europeu de Stefan Zweig
- 2002: Els ulls del germà etern: llegenda de Stefan Zweig
- 2002: Pluja de gel de Peter Stamm
- 2003: Com els crancs de Günter Grass
- 2003: Amo i gos: idil·li de Thomas Mann
- 2004: Nit de tempesta i altres poemes de Hugo von Hofmannsthal
- 2004: Fouché. Retrat d'un home polític de Stefan Zweig
- 2008: L'enganyada de Thomas Mann
- 2008: Montaigne de Stefan Zweig
- 2010: El magnetitzador: un esdeveniment familiar de E.T.A. Hoffmann
- 2010: Tot el que tinc, ho duc al damunt de Herta Müller
- 2010: La impaciència del cor de Stefan Zweig
- 2010: Triomf i tragèdia d’Erasme de Rotterdam de Stefan Zweig
- 2013: Les tribulacions del jove Werther de Johann Wolfgang von Goethe
- 2014: El Llibre Dels Relats Perduts De Bambert de Reinhardt Jung
- 2015: L’embriaguesa de la metamorfosi de Stefan Zweig
- 2015: Cartes Seleccionades de Rainer & Lou de RM. Rilke y L. Andreas-Salomé
- 2016: El baró Bagge de Alexander Lernet-Holenia
- 2017: Clarissa de Stefan Zweig
- 2018: Por de Stefan Zweig
- 2018: A l'arca a les vuit de Ulrich Hulb
- 2018: Només un dia de Martin Baltscheit

## Del inglés al catalán
- 1979: Les Aventures d'en Huckleberry Finn de Mark Twain
- 1985: Models de vida a la terra de David Jollands [ed.]
- 1985: Manual de la bruixa de Malcom Bird
- 1985: El llibre de Nadal de Malcom Bird y Alan Dart
- 1986: Mitologia egípcia: déus i faraons de Gerladine Harris
- 1986: Mitologia russa de Elizabeth Warner
- 1986: El darrer del mohicans de James Fenimore Cooper
- 1987: El viatge fantàstic de Gerald Durrell
- 1987: El tercer home de Graham Greene
- 1987: Mitologia cèltica de Anne Ross
- 1987: Mitologia d'Amèrica del Nord de Marion Wood
- 1988: Neuromàntic de William Gibson
- 1992: Robinson Crusoe de Daniel Defoe
- 1992: Contes complets de Beatrix Potter
- 1992: El món perdut de Arthur Conan Doyle
- 1997: El trastorn de Portnoy de Philip Roth
- 1998: Charlie i el gran ascensor de vidre de Roald Dahl
- 2010: La foscor visible. Crònica d’una follia de William Styron

## Del alemán al castellano
- 1964: Las internacionales de Günter Nolau
- 1968: De la estirpe de Odín de Thomas Mann
- 1973: El compromiso en literatura y arte de Bertolt Brecht
- 1982: Mario y el mago y otros relatos de Thomas Mann
- 2001: El Mundo de ayer: memorias de un europeo de Stefan Zweig
- 2002: Los ojos del hermano eterno: leyenda de Stefan Zweig
- 2003: Amok de Stefan Zweig
- 2004: Tres maestros: Balzac, Dickens, Dostoievski de Stefan Zweig
- 2006: La impaciencia del corazón de Stefan Zweig
- 2007: El candelabro enterrado: una leyenda de Stefan Zweig
- 2007: El descubrimiento del espíritu: estudios sobre la génesis del pensamiento europeo en los griegos de Bruno Snell
- 2007: Las dos amigas y el envenenamiento de Alfred Döblin
- 2008: Montaigne de Stefan Zweig
- 2010: El magnetizador: un acontecimiento familiar de E.T.A Hoffmann
- 2011: Conversaciones sobre música de Wilhelm Furtwängler
- 2013: Pero, ¿qué será de este muchacho? de Heinrich Böll
- 2014: Confusión de sentimientos de Stefan Zweig
- 2014: Ser amigo mío es funesto. Correspondencia (1927-1938) de Joseph Roth y Stefan Zweig
- 2015: Una historia crepuscular de Stefan Zweig
- 2017: La curación por el espíritu (Mesmer, Baker-Eddy, Freud) de Stefan Zweig
- 2018: Correspondencia (1912-1942) de Friderike y Stefan Zweig
- 2018: Américo Vespucio. Relato de un error histórico de Stefan Zweig
- 2018: En el arca a las ocho de Ulrich Hulb

## Del inglés al castellano
- 1987: El tercer hombre de Graham Greene
- 2013: El festín de John Saturnall de Lawrence Norfolk
- 2013: Reinos desaparecidos. La historia olvidada de Europa de Norman Davies
- 2014: El príncipe rojo. Las vidas secretas de un archiduque de Hasburgo de Timothy Snyder